# Александрув (гміна Ілув)
Александрув (пол. Aleksandrów) — село в Польщі, у гміні Ілув Сохачевського повіту Мазовецького воєводства.
Населення — 67 осіб (2011).
У 1975-1998 роках село належало до Плоцького воєводства.

## Демографія
Демографічна структура станом на 31 березня 2011 року:
|          | Загалом | Допрацездатний вік | Працездатний вік | Постпрацездатний вік |
| -------- | ------- | ------------------ | ---------------- | -------------------- |
| Чоловіки | 38      | 9                  | 25               | 4                    |
| Жінки    | 29      | 5                  | 15               | 9                    |
| Разом    | 67      | 14                 | 40               | 13                   |